# Lancia Delta (Groep A)

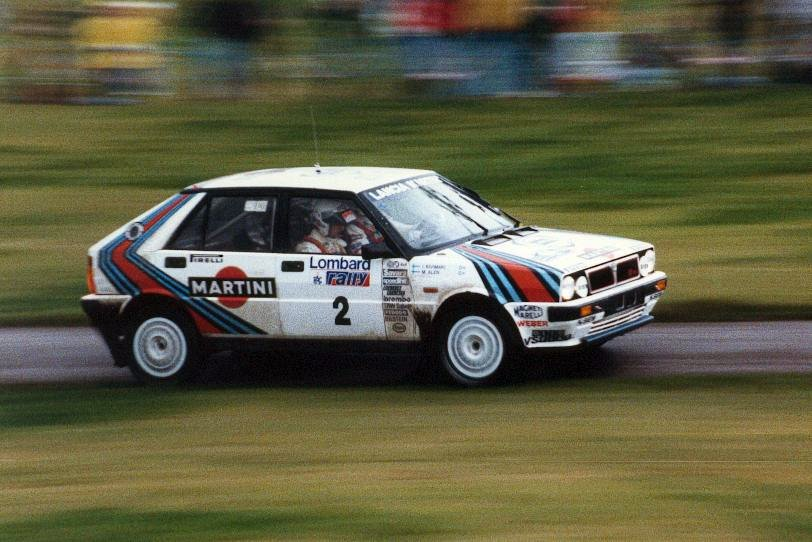
De Delta HF 4WD uit 1987 in actie

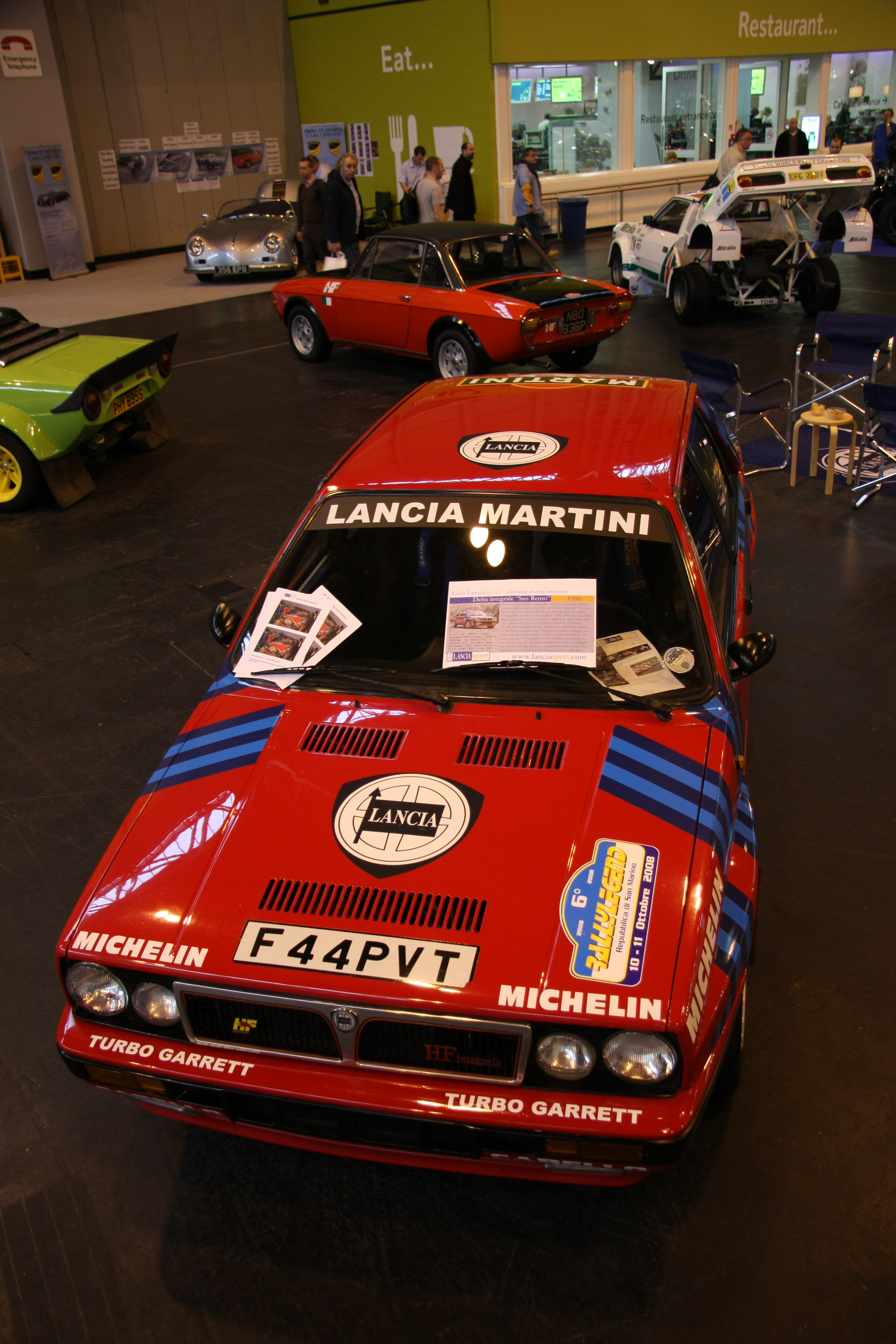
De 16-valve versie uit 1989

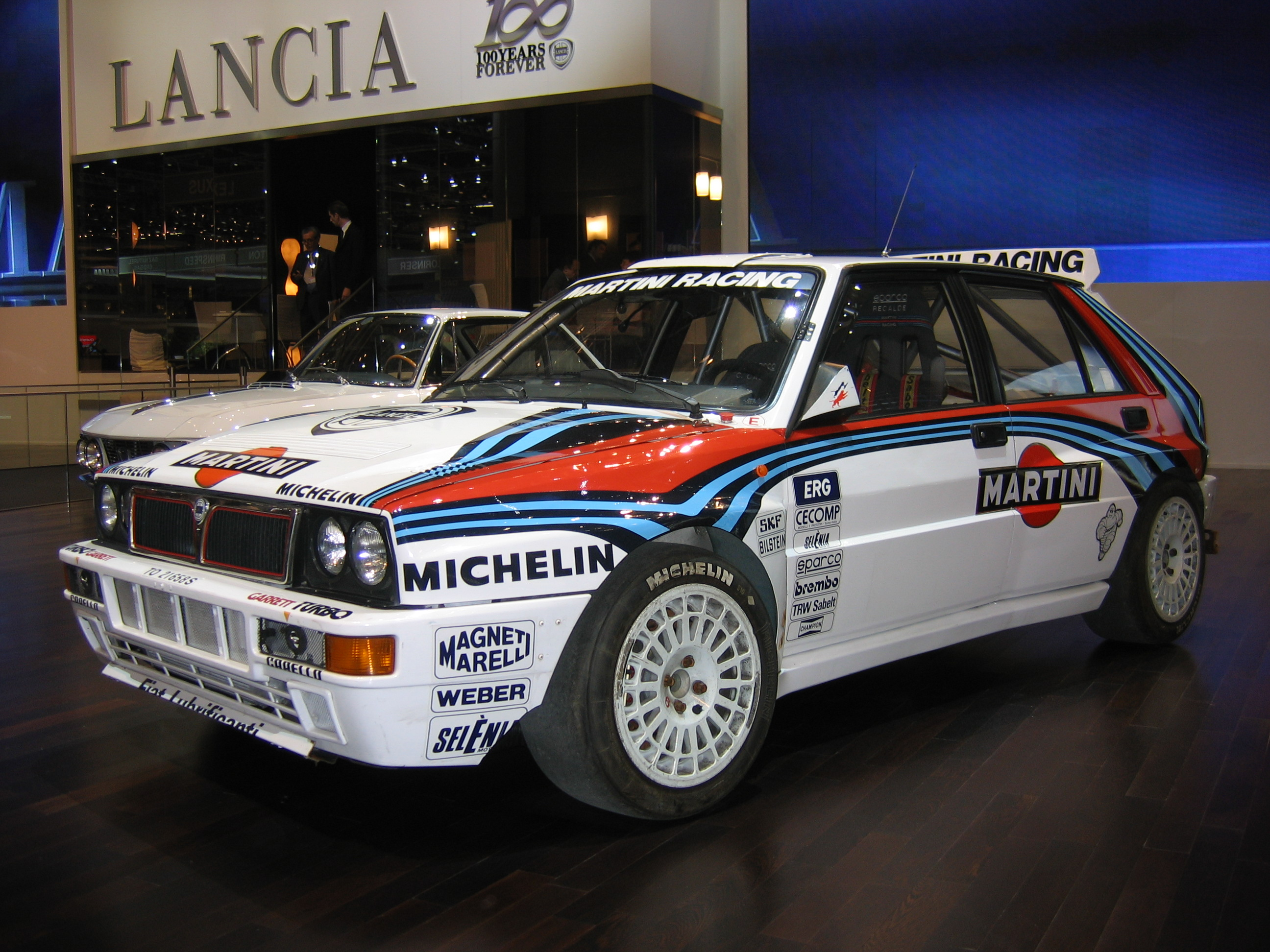
De HF Integrale Evoluzione uit 1992

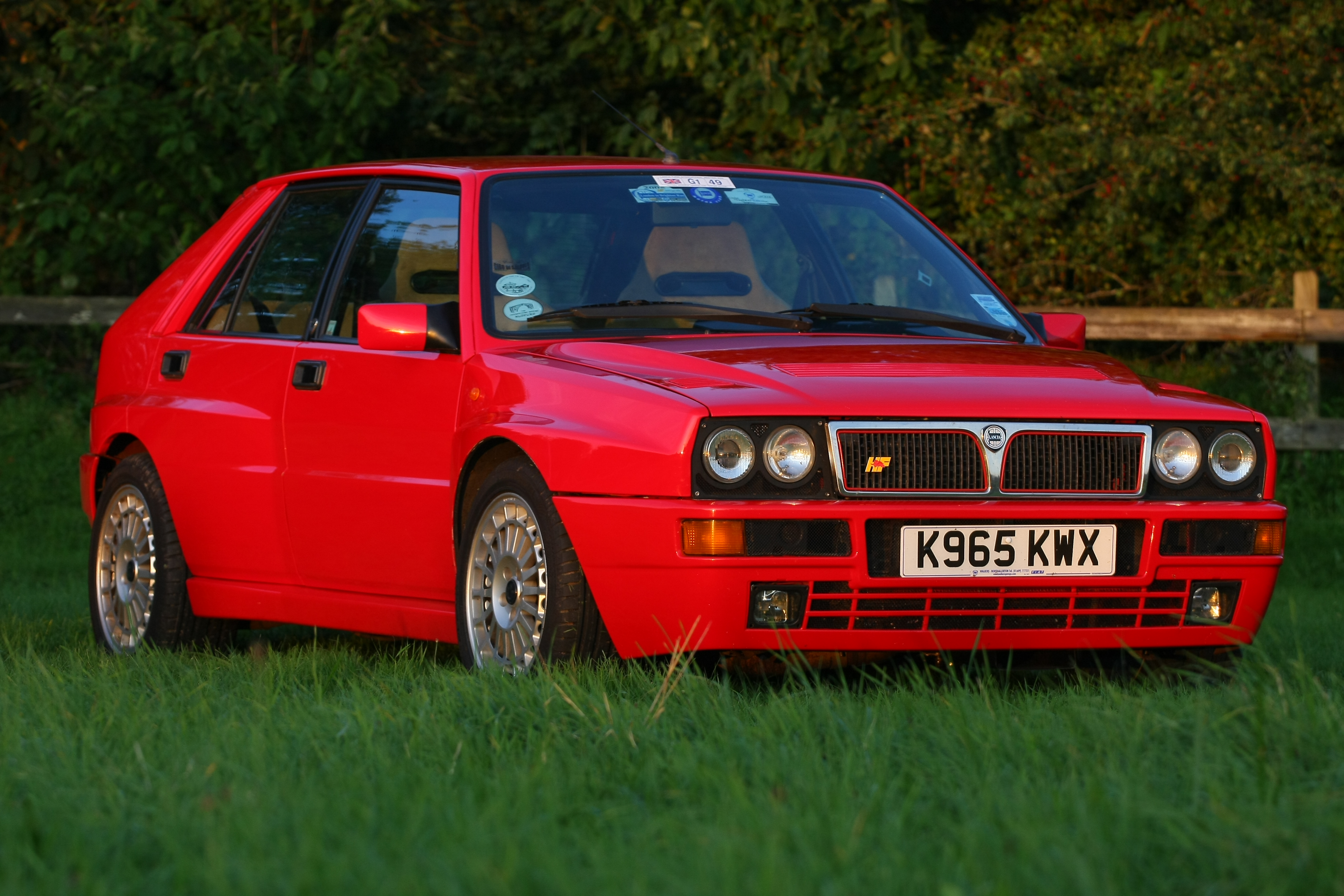
De straat versie van de HF Integrale Evoluzione II uit 1993

De Lancia Delta in Groep A vorm is een sportieve versie van de Lancia Delta (eerste generatie), die werd ontworpen ten goede zich te kwalificeren voor een Groep A-auto in het Wereldkampioenschap Rally, waar hij in verschillende vormen deelnam tussen 1987 en 1993. De versies tussen 1988 en 1993 staan beter bekend als de Lancia Delta Integrale, waarvan de straatversie ook tussen deze jaren werd geproduceerd.
Er zijn vijf versies van de Delta Groep A verschenen:
- Delta HF 4WD (1987-1988)
- Delta HF Integrale 8V (1988-1989)
- Delta HF Integrale 16V (1989-1991)
- Delta HF Integrale 16V Evoluzione (1992-1993)
- Delta HF Integrale 16V Evoluzione II (1993-1994)

De Delta Groep A is zeer succesvol geweest in het WK Rally. De auto domineerde het kampioenschap in de vroege jaren van Groep A, die in 1987 de Groep B-klasse verving. In totaal won de auto 46 WK-rally's. Juha Kankkunen werd er wereldkampioen mee in 1987 en 1991 en Miki Biasion in 1988 en 1989. Lancia won ook de constructeurstitel zes keer op rij tussen 1987 en 1992.